# Columbia, Carolina de Sud
Vedeți și Columbia (dezambiguizare)
Columbia este capitala statului Carolina de Sud al Statelor Unite ale Americii și sediul comitatului Richland. Orașul, care este nucleul zonei metropolitane omonime, zona metropolitană Columbia, care are peste 770,000 de locuitori, se întinde și în comitatul vecin Lexington. Numele Columbia este un nume folosit fecvent în ambele Americi ca o derivare poetică a numelui exploratorului Cristofor Columb.

## Personalități născute aici
- Barton MacLane (1902 -1969), actor;
- Ann Savage (1921 - 2008), actriță;
- Stanley Donen (1924 - 2019), regizor, coregraf;
- Gloria Saunders (1927 - 1980), actriță;
- Julian Adams, producător, scriitor;
- Mike Kohn (n. 1972), sportiv la bob;
- Courtney Shealy (n. 1977), înotătoare;
- Aziz Ansari (n. 1983), actor, scriitor.